# César Lozano
César Amado Lozano Figueroa (ur. 31 maja 1977 w Guadalajarze) – meksykański piłkarz występujący na pozycji bramkarza.

## Kariera klubowa
Lozano jest wychowankiem klubu Deportivo Toluca, do którego seniorskiej drużyny został włączony w wieku dwudziestu dwóch lat przez szkoleniowca Enrique Mezę, po kilku latach występach w drugoligowych rezerwach – Atlético Mexiquense. W meksykańskiej Primera División zadebiutował 7 maja 2000 w wygranym 4:2 spotkaniu z Pachucą, w 80. minucie zmieniając kontuzjowanego Mario Albarrána. W tym samym wiosennym sezonie Verano 2000 wywalczył z Tolucą tytuł mistrza Meksyku, jednak pozostawał wyłącznie trzecim bramkarzem zespołu, po bardziej doświadczonych Hernánie Cristante i Albarránie. Pół roku później, w jesiennych rozgrywkach Invierno 2000, zanotował natomiast wicemistrzostwo kraju, zaś w sezonie Apertura 2002 po raz drugi został mistrzem Meksyku, w tym samym czasie awansując na pozycję drugiego golkipera w wyniku odejścia Albarrána. W 2003 roku wywalczył z Tolucą krajowy superpuchar – Campeón de Campeones oraz triumfował w najbardziej prestiżowych rozgrywkach kontynentu – Pucharze Mistrzów CONCACAF. Podczas rozgrywek Apertura 2005 zdobył swój trzeci tytuł mistrzowski, natomiast w sezonie Apertura 2006 wywalczył wicemistrzostwo kraju.
W tym samym 2006 roku Lozano po raz drugi w swojej karierze zanotował z Tolucą triumf w superpucharze Meksyku oraz dotarł do finału północnoamerykańskiego Pucharu Mistrzów. W jesiennym sezonie Apertura 2008 czwarty raz zdobył natomiast mistrzostwo Meksyku. Ogółem barwy Toluki reprezentował przez niemal dziesięć lat, jednak nigdy nie potrafił sobie wywalczyć miejsca między słupkami i przez cały czas pozostawał wyłącznie rezerwowym dla klubowej legendy, argentyńskiego bramkarza Hernána Cristante, zastępując go wyłącznie w wypadkach jego chwilowej niedyspozycji. W lipcu 2009 został zawodnikiem drużyny Indios de Ciudad Juárez, gdzie przez pierwsze sześć miesięcy pełnił rolę podstawowego golkipera, lecz później stracił miejsce w składzie na rzecz Christiana Martíneza i na koniec rozgrywek 2009/2010 spadł z Indios do drugiej ligi. Sam pozostał jednak w najwyższej klasie rozgrywkowej, przenosząc się do zespołu San Luis FC z siedzibą w San Luis Potosí, którego zawodnikiem pozostawał przez trzy kolejne lata bez większych sukcesów; przez pierwszy rok jako podstawowy bramkarz, zaś potem jako alternatywa dla Óscara Péreza. Po rozgrywkach 2012/2013 jego klub został rozwiązany.
Latem 2013 Lozano powrócił do swojego macierzystego Deportivo Toluca, gdzie spędził rok, ponownie będąc wyłącznie rezerwowym golkiperem; tym razem dla reprezentanta kraju Alfredo Talavery. W 2014 roku dotarł ze swoją drużyną do finału Ligi Mistrzów CONCACAF, a bezpośrednio po tym sukcesie podpisał umowę z ekipą Chiapas FC z miasta Tuxtla Gutiérrez. Podobnie jak przez większość kariery, tu również był w najlepszym wypadku drugim golkiperem, głównie dla jedenaście lat młodszego Oscara Jiméneza. Po dwóch latach spędzonych bez poważniejszych osiągnięć w Chiapas, w wieku 39 lat zdecydował się zakończyć piłkarską karierę.